# Мартинес, Мануэль (легкоатлет)
Мануэль Мартинес Гутьеррес (исп. Manuel Martínez Gutiérrez; род. 7 декабря 1974, Леон, Кастилия и Леон) — испанский легкоатлет, специалист по толканию ядра. Выступал за сборную Испании по лёгкой атлетике в 1992—2011 годах, обладатель бронзовой медали летних Олимпийских игр в Афинах, чемпион мира и Европы в помещении, чемпион Средиземноморских игр, чемпион Универсиады в Пекине, бронзовый призёр Игр доброй воли в Брисбене, многократный победитель первенств национального значения, действующий рекордсмен Испании в толкании ядра на открытом стадионе и в закрытых помещениях.

## Биография
Мануэль Мартинес родился 7 декабря 1974 года в Леоне, автономное сообщество Кастилия-Леон.
Впервые заявил о себе на международном уровне в сезоне 1992 года, когда вошёл в состав испанской национальной сборной и выступил на домашнем иберо-американском чемпионате в Севилье, где в зачёте толкания ядра стал серебряным призёром. Также в этом сезоне завоевал серебряную медаль на юниорском мировом первенстве в Сеуле.
В 1993 году одержал победу на юниорском европейском первенстве в Сан-Себастьяне, занял пятое место на Средиземноморских играх в Лангедок-Руссильоне и 11-е место на чемпионате мира в Штутгарте.
В 1994 году был четвёртым на чемпионате Европы в помещении в Париже, первым на молодёжном Кубке Европы в Остраве, вторым на иберо-американском чемпионате в Мар-дель-Плате, тогда как на чемпионате Европы в Хельсинки в финал не вышел.
В 1995 году показал четвёртый результат на чемпионате мира в помещении в Барселоне, принял участие в чемпионате мира в Гётеборге.
На чемпионате Европы в помещении 1996 года в Стокгольме стал седьмым. Благодаря череде удачных выступлений удостоился права защищать честь страны на летних Олимпийских играх в Атланте — толкнул ядро на 19,12 метра, чего оказалось недостаточно для выхода в финал.
В 1997 году был пятым на чемпионате мира в помещении в Париже, третьим на Кубке Европы в Мюнхене, седьмым на Универсиаде в Сицилии. Состязался на чемпионате мира в Афинах.
В 1998 году занял шестое место на чемпионате Европы в помещении в Валенсии, победил на иберо-американском чемпионате в Лиссабоне, стал третьим на Кубке Европы в Санкт-Петербурге и седьмым на чемпионате Европы в Будапеште.
На чемпионате мира в помещении 1999 года в Маэбаси расположился в итоговом протоколе на четвёртой строке.
В 2000 году выиграл серебряную медаль на чемпионате Европы в помещении в Генте, золотую медаль на иберо-американском чемпионате в Рио-де-Жанейро. Находясь в числе лидеров испанской легкоатлетической команды, благополучно прошёл отбор на Олимпийские игры в Сиднее — в финале толкнул ядро на 20,55 метра, разместившись в итоговом протоколе на шестой позиции.
В 2001 году получил бронзовую награду на чемпионате мира в помещении в Лиссабоне, превзошёл всех соперников на Кубке Европы в Бремене, занял четвёртое место на чемпионате мира в Эдмонтоне, был лучшим на Универсиаде в Пекине и на Средиземноморских играх в Тунисе, взял бронзу на Играх доброй воли в Брисбене.
В 2002 году завоевал золото на чемпионате Европы в помещении в Вене, стал пятым на чемпионате Европы в Мюнхене и шестым на Кубке мира в Мадриде. Также в этом сезоне на домашних соревнованиях в Саламанке установил ныне действующий национальный рекорд Испании в толкании ядра на открытом стадионе — 21,47 метра.
В 2003 году добавил в послужной список серебряную награду, полученную на Кубке Европы в помещении в Лейпциге. Одержал победу на чемпионате мира в помещении в Бирмингеме и на Кубке Европы во Флоренции. Толкал ядро на чемпионате мира в Париже и на Всемирном легкоатлетическом финале ИААФ в Монте-Карло.
В 2004 году занял пятое место на чемпионате мира в помещении в Будапеште, был лучшим на иберо-американском чемпионате в Уэльве. На Олимпийских играх в Афинах с результатом 20,84 занял четвёртое место в толкании ядра (в 2012 году в связи с дисквалификацией победившего украинца Юрия Билонога переместился в итоговом протоколе на третью строку и стал бронзовым олимпийским призёром). Помимо этого, взял бронзу на Всемирном легкоатлетическом финале.
В 2005 году стал бронзовым призёром на чемпионате Европы в помещении в Мадриде и на Кубке Европы по зимним метаниям в Мерсине, был вторым на Кубке Европы во Флоренции и на Средиземноморских играх в Альмерии. Участвовал в чемпионате мира в Хельсинки.
В 2006 году стал третьим на Кубке Европы в помещении в Льевене, пятым на чемпионате мира в помещении в Москве, вторым на Кубке Европы в Малаге, восьмым на чемпионате Европы в Гётеборге и на Всемирном легкоатлетическом финале в Штутгарте.
В 2007 году выступил на чемпионате Европы в помещении в Бирмингеме и на чемпионате мира в Осаке.
В 2008 году состязался на чемпионате мира в помещении в Валенсии. На Олимпийских играх в Пекине в толкании ядра показал результат 19,81 и в финал не вышел.
В 2009 году занял шестое место на чемпионате Европы в помещении в Турине, был вторым на командном чемпионате Европы в Лейрии, одержал победу на Средиземноморских играх в Пескаре, отметился выступлением на чемпионате мира в Берлине.
На домашнем чемпионате Европы 2010 года в Барселоне выйти в финал не смог.
В 2011 году на чемпионате Европы в помещении в Париже так же остановился на предварительном квалификационном этапе и на этом завершил спортивную карьеру.
После завершения спортивной карьеры проявил себя как актёр, снявшись в нескольких испанских фильмах.